# Provfiske
Provfiske är i Sverige en fiskevårdande åtgärd som används för att få en uppfattning om fiskbeståndet i ett vattnen. Kvalitativt provfiske innebär att ta reda på vilka fiskarter som finns i ett vatten, syftet med kvantitativt provfiske är till för att se hur mycket fisk som finns i ett vatten.

## Olika sorters provfiske
Beroende på vilken typ och storlek vattnet är används olika metoder. Provfiske i sjöar och tjärnar utförs vanligtvis med hjälp av fisknät, så kallade “översiktsnät” medan man i vattendrag använder elström. Det finns även speciella typer av provfiske för bland annat kräftor och nejonögon (nättingar) då dessa är svåra att fånga med elfiske. 
Provfiske är i många fall en bra fiskevårdande åtgärd då man får en uppfattning om beståndens storlek och vilka arter som befinner sig i vattnet. Dock kan detta påverka utvecklingen av fisket.

## Tillstånd
För att få provfiska med elektricitet behövs tillstånd från länsstyrelsen medan provfiske efter vertebrater (ryggradsdjur) endast kräver djurförsöksetiska tillstånd.